# Vapen & Ammunition
Vapen & Ammunition (Wapens & Munitie) is een album uit 2002 van de Zweedse band Kent. Het is hun vijfde Zweedse album op rij. Het werd geproduceerd met de hulp van Zed en Martin von Schmalensee. Het album werd op het Grammisgala tot het beste van 2002 verkozen.
De Zweedse taal is trouwens niet helemaal de enige taal die op het album te horen is; in het nummer FF zit een stukje Frans, gezongen door de Franse zangeres Nancy Danino.

## Nummers
1. Sundance Kid
2. Pärlor (Parels)
3. Dom andra (De anderen)
4. Duett (Duet)
5. Hur jag fick dig att älska mig (Hoe ik jou kreeg mij lief te hebben)
6. Kärleken väntar (De liefde wacht)
7. Socker (Suiker)
8. FF
9. Elite
10. Sverige (Zweden)